# 중고폰
중고폰은 이미 한번 이상 사용됐던 휴대폰을 말한다. 중고폰은 우체국 또는 중고폰 매입 업체를 통해 종종 거래된다. 폐폰이나 훼손된 액정도 거래가 가능하다.
안쓰는 중고폰을 매장 방문할 필요없이 온라인으로 쉽고 간편하게 처리 또는 반납 보상받는 방법으로는 중고 단말 유통 전문 업체 세종큐비즈의 '중고 모바일 안심 보상 서비스’가 있으며 웹서비스 주소는 아래와 같다. https://sjc.sejongcuebiz.com/
중고폰의 경우 데이터 삭제에 대한 이슈가 가장 중요한데, 중고폰 전문 유통 및 수출 기업인 소녀폰의 경우 글로벌 데이터 삭제 솔루션인 블랑코 BMDE를 사고 파는 모든 중고폰에 적용하여 데이터를 완벽하게 삭제하고 있다. https://snphone.co.kr/ 보관됨 2023-07-24 - 웨이백 머신

## 거래 사기
중고폰 매매가 잦아지면서 사기도 종종 발생하고 있다. 중고폰 판매 시 주의할 점들은 다음과 같다.
1. 오프라인 대리점에 중고폰을 팔면 가격을 너무 낮게 받는다. 무료로 가져가는 경우도 있다.
2. 온라인 직거래는 거래 사기가 잦고 반품이나 컴플레인으로 인한 소비자 분쟁이 발생할 수 있다.
3. 일부 중고폰의 경우 가격 낚시를 하는 경우가 있으며 신생 업체는 판매 후 폐업하여 제품 보증이 되지 않는 경우가 있어 주의해야한다.

## 참고 자료
- “100% 비대면 중고 모바일 안심보상서비스 운영”. 《전자신문》. 2021년 4월 5일. 2022년 9월 26일에 원본 문서에서 보존된 문서. 2022년 5월 5일에 확인함.

- 중고폰 거래 시 데이터 삭제가 중요하다. 공장초기화나 일부 사설 업체의 프로그램의 경우 데이터 복구가 가능하며, 중고폰 데이터를 완벽 삭제하는 서비스는 블랑코의 BMDE 솔루션이다. 이 서비스는 소녀폰에서 블랑코와 제휴하여 진행하고 있다. https://snphone.co.kr/%5B깨진+링크(과거+내용+찾기)%5D